# Veduggio con Colzano
Veduggio con Colzano ist eine norditalienische Gemeinde (comune) mit 4170 Einwohnern (Stand 31. Dezember 2023) in der Provinz Monza und Brianza in der Lombardei. Die Gemeinde liegt etwa 16,5 Kilometer nördlich von Monza östlich des Lambro am Parco della Valle del Lambro. Veduggio con Colzano grenzt unmittelbar an die Provinzen Como und Lecco.
Die lateinische Bezeichnung des Ortes lautet Abetuculum.

## Verkehr
Durch die Gemeinde führt die Strada Statale 36 del Lago di Como e dello Spluga von Mailand kommend zu den Seen im Norden und weiter zum Splügenpass in die Schweiz. Gemeinsam mit der Nachbargemeinde Renate besteht ein Bahnhof an der Bahnstrecke Monza–Molteno.